# D-sub

Verschillende typen D-Sub-stekkerverbindingen

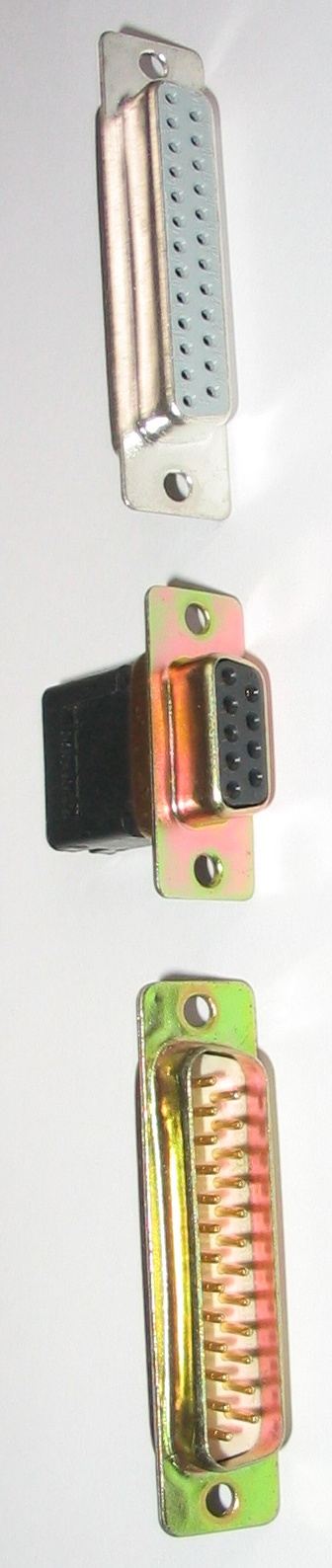
Enkele D-Sub-stekkerverbindingen

De D-sub of D-subminiatuur is een algemeen voorkomende stekkerverbinding die voornamelijk in computers wordt toegepast. De aanduiding "miniatuur" was destijds, toen dit type stekker werd geïntroduceerd, gepast. Tegenwoordig is dit echter het grootste type verbindingsstekker dat voor computers wordt gebruikt.

## Beschrijving
Een D-sub bevat twee of meer parallelle rijen pennen (pins) of contactpunten (sockets) die gewoonlijk omgeven zijn door een D-vormige metalen pasvorm die enige bescherming biedt tegen elektromagnetische interferentie. De D-vorm garandeert de correcte oriëntatie van de stekker. Het deel dat de contactpennen bevat wordt de male connector of het mannetje genoemd (elektrische contactpennen duidelijk zichtbaar), terwijl het deel met de contactpunten waar de contactpennen inpassen een female connector of vrouwtje wordt genoemd.
De pasvorm van de contactdoos past precies in de vorm van de stekker. De schilden worden verbonden met de algemene afscherming van de kabels (wanneer geteste kabels worden gebruikt) waardoor een elektrisch ononderbroken verbinding wordt gecreëerd die de gehele kabel en connector omvat.
De D-sub-stekkers zijn een uitvinding van Cannon, een bedrijfsonderdeel van ITT. In de nummering van de onderdelen wordt de letter D als voorvoegsel voor de gehele reeks gebruikt, gevolgd door een letter waarmee de grootte van de pasvorm wordt aangegeven (A=15 pennen, B=25 pennen, C=37 pennen, D=50 pennen, E=9 pennen), gevolgd door het exacte aantal pennen dat vervolgens wordt gevolgd door het type (M=male en F=female). Met DB25M wordt een D-sub-stekker aangeduid met een pasvormgrootte van 25 pennen en 25 mannelijke contactpunten. Deze contactpunten zijn ongeveer 2,74 mm uit elkaar geplaatst en de rijen staan ongeveer 2,84 mm uit elkaar.
De originele D-sub-connectoren zijn nu vastgelegd in een internationale norm: DIN 41652.

## Toepassing
De meest gebruikte toepassing van een D-sub-connector is de HD-D-sub 15-connector voor het aansluiten van RGB-monitoren, in de volksmond ook wel VGA-aansluiting genoemd. Tegenwoordig wordt echter steeds vaker de digitale DVI-D gebruikt voor het aansluiten van flatscreen monitoren.
Een andere vroeger veelgebruikte D-sub-connector is de RS-232 voor seriële communicatie, hoewel de standaard deze connector niet verplicht stelde. Oorspronkelijk gebruikten RS-232-apparaten de DB25 25-pins D-sub maar voor vele toepassingen werden de minder gemeenschappelijke signalen weggelaten waardoor een DE-9 9-pins D-sub kon worden gebruikt.
Met pc's worden de 9-pins en 25-pins stoppen gebruikt voor de RS-232 (seriële) poorten en de 25-pinscontactdozen voor de (parallelle) printerpoorten (in plaats van de Centronics-aansluiting, die men wel op de printer zelf aantreft). Elk van deze connectoren is nu opgevolgd door USB en andere standaarden.